# راي كونينغهام
راي كونينغهام (بالإنجليزية: Ray Cunningham)‏ هو لاعب كرة قاعدة أمريكي، ولد في 17 يناير 1905 في مسكيت في الولايات المتحدة، وتوفي في 30 يوليو 2005 في بيرلاند في الولايات المتحدة.

## وصلات خارجية
- راي كونينغهام على موقع دوري كرة القاعدة الرئيسي (الإنجليزية)
- راي كونينغهام على موقعبيزبول رفرنس.كوم (الدوري الرئيسي) (الإنجليزية)
- راي كونينغهام على موقع جمعية أبحاث البيسبول الأمريكية (الإنجليزية)